# Semecarpus reticulata
Semecarpus reticulata är en sumakväxtart som beskrevs av Paul Lecomte. Semecarpus reticulata ingår i släktet Semecarpus och familjen sumakväxter. Inga underarter finns listade i Catalogue of Life.